# فيزياء ستار تريك
فيزياء ستار تريك (بالإنجليزية: The Physics of Star Trek) هو كتاب واقعي نُشر في 1995 لعالم الفيزياء النظرية لورنس كراوس. كان هذا الكتاب ثالث كتب كراوس، والذي أتبعه كراوس بكتاب أسماه ما بعد ستار تريك في 1997.

## نظرة عامة
يناقش كراوس الفيزياء المرتبطة بالمفاهيم المختلفة والمشروحة في كون ستار تريك. يبحث كراوس في إمكانية هذه الأشياء مثل معرقل القصور الذاتي ودافع الثقب الدودي، وما إذا كانت الفيزياء كما نعرفها تسمح بمثل هذه الاختراعات. يناقش كراوس أيضا السفر عبر الزمن، وسرعة الضوء وأجسام الطاقة النقية والثقوب الدودية وانتقال المادة عن بعد ومفاهيم أخرى تعتبر من أساسيات كون ستار تريك. يحتوي الكتاب على مقدمة كتبها عالم الفيزياء الفلكية ستيفن هوكينغ.
قوبل كتاب فيزياء ستار تريك بآراء إيجابية عامة. أصبح الكتاب ضمن أكثر الكتب مبيعا وبيع منه أكثر 200,000 نسخة في الولايات المتحدة. منذ 1998، تُرجم الكتاب لأكثر من 13 لغة مختلفة. كان الكتاب أيضا أساسا لمنتجات تلفازية لشبكة بي بي سي.
استلهم كراوس فكرة الكتاب من ناشره، الذي اقترحها في البداية كمزحة. رفض كراوس الفكرة لكنه لاحقا فكر أنه استخدام ستار تريك قد يجعل الناس يهتمون بالفيزياء الحقيقية.
نُشرت النسخة ذات الغلاف الصلب في نوفمبر 1995، ونُشرت النسخة ذات الغلاف الورقي في سبتمبر 1996. راجع كراوس الكتاب ونقحه في 2007. نُشر الكتاب التالي لكراوس «ما وراء ستار تريك: الفيزياء من غزو الفضائيين وحتى نهاية الزمان» في عام 1997.

## وصلات خارجية
- لورنس كراوس (2014) "فيزياء ستار تريك!" على يوتيوب